# Jan I van Namen
Jan I van Namen (1267 - 31 januari 1330) was een telg van het grafelijk huis van Dampierre. Hij was gouverneur (1298 - 1305) van het graafschap Namen voor zijn vader Gwijde van Dampierre en was graaf van Namen, na zijn vaders dood, van 1305 - 1330.

## Namen zonder Vlaanderen
Jans vader, Gwijde van Dampierre, was graaf van Vlaanderen en van Namen. Jan was de oudste zoon van Gwijde van Dampierre en zijn tweede echtgenote Isabella van Luxemburg. De zonen van Gwijde uit Gwijdes eerste huwelijk regeerden over het graafschap Vlaanderen. Jan uit het tweede huwelijk kreeg het kleinere graafschap Namen, dat overigens minder welvarend was. Het huwelijk van Jans moeder Isabella met Gwijde van Dampierre maakte deel van een financiële overeenkomst met de Luxemburger Hendrik I, ooit graaf van Namen, die zich hiermee had teruggetrokken uit Namen.

## Gouverneur van Namen
Jan werd gouverneur van het graafschap Namen in 1298, aan de vooravond van de Guldensporenslag (1302). Jans vader, Gwijde van Dampierre, zat gevangen in Parijs. 
Het bekendste wapenfeit van Jan was zijn strijd, tezamen met zijn jonge en strijdlustige broer, Gwijde van Namen en zijn neef Willem van Gulik de Jongere tegen de Franse koning, Filips IV, in de Guldensporenslag. De Vlaamse opstandelingen en hun bondgenoten, onder meer dezen uit Namen, wonnen de strijd. 
Jan werd kort gouverneur van Vlaanderen (1302-1303) in afwezigheid van zijn vader en twee oudste broers uit het eerste huwelijk door gevangenschap. Zijn jongste halfbroer Filips van Chieti keerde terug uit Italië en werd vervolgens gouverneur van Vlaanderen. 
In 1304 stond Jan van Namen samen met Filips en zijn neef Willem van Gulik met het graafschap Vlaanderen in de slag bij Pevelenberg tegenover de Franse koning. Na een onbesliste slag waarbij Willem stierf tijdens een aanval, bleek dat Jan zich tegen de avond had teruggetrokken van het slagveld en met hem de Ieperlingen en de Gentenaren onder zijn leiding. In die tijd een teken van opgave.
Zijn broer was een week daarvoor gevangen genomen in de verloren slag bij Zierikzee tegen Reinier I van Monaco, admiraal van Frankrijk, die Jan II van Avesnes, graaf van Holland en Henegouwen, kwam steunen met zijn vloot.

## Graaf van Namen
Eenmaal graaf van Namen geworden, zocht Jan I bondgenootschappen op met sterke heren. Hij ging een verbond aan met  zoon van Jan II, Willem, graaf van Holland, Zeeland en Henegouwen, die de bijnaam had schoonvader van Europa te zijn. Hij zwoer een eed van trouw aan graaf Willem, als zijn officiële leenheer. Jan I verzoende zich met de Franse koning Filips IV, wat goed van pas kwam tegen de opdringerigheid van de jonge Franse prins Karel van Valois. Deze laatste had korte tijd zijn zinnen gezet op het graafschap Namen.

## Tocht naar Italië
Jan en zijn broer Gwijde vergezelde de Rooms-Duitse keizer Hendrik VII naar Italië (1311). De Luxemburger Hendrik VII was een neef van Jan langs zijn moederszijde. Jans echtgenote, Maria van Artesië, lokte ondertussen een opstand in Namen uit door haar harde belastingpolitiek in het graafschap. Zij en de kinderen zaten opgesloten in het kasteel van Namen en vreesden voor hun leven. (1313) Na wat zoeken voor militaire hulp, kon Jan Arnold V van Loon, een neef van Jan langs vaderszijde, bewegen de opstand in Namen neer te slaan.

## Laatste zelfstandige dynastie van Namen
- In zijn jonge jaren was Jan ooit één jaar (1290-1291) verloofd geweest met de Franse prinses Blanche van Frankrijk (1278-1305). Deze zou uiteindelijk huwen met haar vierde verloofde, koning Rudolf I van Bohemen.
- In 1307 huwde Jan I, op papier, met Margaretha II van Clermont, dochter van graaf Robert van Clermont. Het huwelijk werd gevierd in 1308. Margaretha stierf evenwel in 1309, zonder nalatenschap[4].
- In 1310 huwde Jan I opnieuw, ditmaal met Maria van Artesië (1291 - 1365). Zij zou Jan I meer dan dertig jaren overleven. Hun huwelijk gaf de volgende graven van Namen uit het Huis Dampierre voort voor de volgende 100 jaar[5].

Jan I van Namen en Maria van Artesië kregen in totaal elf kinderen:
- Jan II (1311 - 1335), graaf van Namen
- Gwijde II (1312 - 1336), graaf van Namen
- Hendrik (1313-1333), kanunnik
- Blanca (1316 - 1363), huwde in 1335 koning Magnus Eriksson, koning van Zweden en Noorwegen
- Filips III (1319 - 1337), graaf van Namen
- Maria (1322 - 1357), huwde in 1336 met Hendrik II van Vianden en daarna in 1342 met Thibaut van Bar,  heer van Pierrepont
- Margaretha (1323 - 1383), zuster in de abdij van Beaulieu in Petegem
- Willem I (1324 - 1391), graaf van Namen
- Robert van Namen (1325 - 1391), heer van Beaufort-sur-Meuse (Ben-Ahin), Ronse, Balâtre en Chièvres
- Lodewijk (1325 - tussen 1378 en 1386), heer van Petegem en Bailleul, huwde in 1365 Isabella van Roucy
- Elisabeth (1329 - 1382), huwde rond 1342 met Ruprecht I van de Palts, keurvorst van de Palts aan de Rijn.

## Voorouders
| Voorouders van Jan I van Namen (1267-1330) | Voorouders van Jan I van Namen (1267-1330)                                          | Voorouders van Jan I van Namen (1267-1330)                                          | Voorouders van Jan I van Namen (1267-1330)                                          | Voorouders van Jan I van Namen (1267-1330)                                          | Voorouders van Jan I van Namen (1267-1330)                                      | Voorouders van Jan I van Namen (1267-1330)                                      | Voorouders van Jan I van Namen (1267-1330)                                  | Voorouders van Jan I van Namen (1267-1330)                                  |
| ------------------------------------------ | ----------------------------------------------------------------------------------- | ----------------------------------------------------------------------------------- | ----------------------------------------------------------------------------------- | ----------------------------------------------------------------------------------- | ------------------------------------------------------------------------------- | ------------------------------------------------------------------------------- | --------------------------------------------------------------------------- | --------------------------------------------------------------------------- |
| Overgrootouders                            | Gwijde II van Dampierre (–1216) ∞ 1196 Mathilde I van Bourbon (1165-1228)           | Gwijde II van Dampierre (–1216) ∞ 1196 Mathilde I van Bourbon (1165-1228)           | Boudewijn I van Constantinopel (1171-1205) ∞ 1186 Maria van Champagne (1174–1204)   | Boudewijn I van Constantinopel (1171-1205) ∞ 1186 Maria van Champagne (1174–1204)   | Ermesinde II van Namen (1186-1247) ∞ 1214 Walram III van Limburg (1180-1126)(-) | Ermesinde II van Namen (1186-1247) ∞ 1214 Walram III van Limburg (1180-1126)(-) | Hendrik II van Bar (1190-1239) ∞ 1219 Filippa (1192-1242)                   | Hendrik II van Bar (1190-1239) ∞ 1219 Filippa (1192-1242)                   |
| Grootouders                                | Willem II van Dampierre (1196-1231) ∞ 1223 Margaretha II van Vlaanderen (1202-1280) | Willem II van Dampierre (1196-1231) ∞ 1223 Margaretha II van Vlaanderen (1202-1280) | Willem II van Dampierre (1196-1231) ∞ 1223 Margaretha II van Vlaanderen (1202-1280) | Willem II van Dampierre (1196-1231) ∞ 1223 Margaretha II van Vlaanderen (1202-1280) | Hendrik V van Luxemburg (1216-1281 ∞ 1240 Margaretha van Bar (1220-1275)        | Hendrik V van Luxemburg (1216-1281 ∞ 1240 Margaretha van Bar (1220-1275)        | Hendrik V van Luxemburg (1216-1281 ∞ 1240 Margaretha van Bar (1220-1275)    | Hendrik V van Luxemburg (1216-1281 ∞ 1240 Margaretha van Bar (1220-1275)    |
| Ouders                                     | Gwijde van Dampierre (±1226-1305) ∞ 1265 Isabella van Luxemburg (1247-1289)         | Gwijde van Dampierre (±1226-1305) ∞ 1265 Isabella van Luxemburg (1247-1289)         | Gwijde van Dampierre (±1226-1305) ∞ 1265 Isabella van Luxemburg (1247-1289)         | Gwijde van Dampierre (±1226-1305) ∞ 1265 Isabella van Luxemburg (1247-1289)         | Gwijde van Dampierre (±1226-1305) ∞ 1265 Isabella van Luxemburg (1247-1289)     | Gwijde van Dampierre (±1226-1305) ∞ 1265 Isabella van Luxemburg (1247-1289)     | Gwijde van Dampierre (±1226-1305) ∞ 1265 Isabella van Luxemburg (1247-1289) | Gwijde van Dampierre (±1226-1305) ∞ 1265 Isabella van Luxemburg (1247-1289) |

## Varia
Het blonde bier Blanche de Namur is vernoemd naar Jans dochter Blanca van Namen.